# 15583 Ганік
15583 Ганік (15583 Hanick) — астероїд головного поясу, відкритий 5 квітня 2000 року.
Тіссеранів параметр щодо Юпітера — 3,389.